# Judge Reinhold

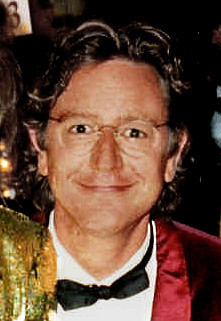
Judge Reinhold (1994)

Edward Ernest „Judge“ Reinhold Jr. (* 21. Mai 1957 in Wilmington, Delaware) ist ein US-amerikanischer Schauspieler.

## Leben
Edward Reinhold wuchs in Fredericksburg und West Palm Beach auf. Sein Vater nannte ihn „Judge“ (englisch Richter), da er als Baby streng schaute, und es wurde Reinholds Spitzname, den er später auch als Künstlernamen wählte. Er studierte an der University of Mary Washington und an der North Carolina School of the Arts. Anschließend sammelte er erste Erfahrungen als Theaterschauspieler. Reinhold debütierte vor der Kamera in dem Fernsehfilm Survival of Dana (1979). In der in das National Film Registry aufgenommenen Filmkomödie Ich glaub’, ich steh’ im Wald spielte er 1982 neben Sean Penn und Jennifer Jason Leigh eine der Hauptrollen als Highschool-Schüler. Zwei Jahre später hatte er eine Nebenrolle in Gremlins – Kleine Monster unter Regie von Joe Dante.
International bekannt machte Reinhold die Filmkomödie Beverly Hills Cop – Ich lös’ den Fall auf jeden Fall (1984), in der er neben Eddie Murphy die Rolle des kalifornischen Polizisten Billy Rosewood spielte. Diese Figur spielte er auch in den drei Fortsetzungen Beverly Hills Cop II (1987), Beverly Hills Cop III (1994) und Beverly Hills Cop: Axel F (2024). In der erfolgreichen Weihnachtskomödie Santa Clause – Eine schöne Bescherung (1994) und deren Fortsetzungen spielte er neben Tim Allen eine größere Rolle als Dr. Neal Miller, der neue Ehemann der Ex-Frau von Allens Hauptfigur. In der Komödie Die verrückte Kanone (1998) trat er neben Leslie Nielsen auf. In den Familienkomödien Beethoven: Urlaub mit Hindernissen (2000) und Beethoven 4 – Doppelt bellt besser (2001) übernahm er die Hauptrolle des Familienvaters. Reinhold bewies sich vor allem in Komödien als Darsteller von anständig und verlässlich wirkenden Figuren, allerdings übernahm er auch gelegentlich Schurkenrollen.
Reinhold wirkte bisher in über 110 Film- und Fernsehproduktionen mit. In die erste Riege der Hollywood-Stars schaffte es Reinhold bis heute jedoch nicht, auch wenn es in den späten 1980er-Jahren durchaus Versuche dazu gab – die Komödien Männer für fast jeden Job (1985) und Ich bin Du (1988), in denen er Hauptrollen spielte, gerieten allerdings zu Flops. Obwohl sein Hauptfokus auf Kinofilmen liegt, übernahm er auch einige Serienrollen. So war er beispielsweise 1994 für seinen Gastauftritt in der Serie Seinfeld für den Emmy Award nominiert, in King of Queens spielte er 2003 einen Frauenarzt. Seit den 2000er-Jahren steht er vorwiegend für B-Filme vor der Kamera, die meistens nur wenig Resonanz erfuhren.
Reinhold heiratete im Jahr 1986 die Casting Directorin Carrie Frazier. Nach der Scheidung heiratete er im Jahr 2000 Amy Miller. Aus der Ehe ging eine Tochter (* 2013) hervor. Er lebt mit seiner Familie in Little Rock.

## Deutsche Synchronstimmen
Judge Reinhold hat in der deutschen Synchronfassung keinen Standardsprecher und wurde bislang unter anderem von Tobias Meister, Uwe Paulsen, Arne Elsholtz, Hubertus Bengsch, Bernd Rumpf, Sascha Hehn, Manfred Lehmann, Joachim Tennstedt, Walter von Hauff, Jan Spitzer oder Christian Tramitz gesprochen.

## Filmografie (Auswahl)
- 1979: Wonder Woman (Fernsehserie, Folge Amazon Hot Wax)
- 1979: Survival of Dana
- 1980: Magnum (Magnum P.I., Fernsehserie, Pilotfilm)
- 1980: Auf Teufel komm raus – Im Fadenkreuz des CIA (Running Scared)
- 1981: Ich glaub’ mich knutscht ein Elch! (Stripes)
- 1982: Freitag, der 713. (Pandemonium)
- 1982: Ich glaub’, ich steh’ im Wald (Fast Times at Ridgemont High)
- 1983: Verflucht sei, was stark macht (The Lords of Discipline)
- 1984: Gremlins – Kleine Monster (Gremlins)
- 1984: Highway 66 (Roadhouse 66)
- 1984: Beverly Hills Cop – Ich lös’ den Fall auf jeden Fall (Beverly Hills Cop)
- 1985: Männer für fast jeden Job (Head Office)
- 1986: Love Struck (Kurzfilm)
- 1986: Die unglaubliche Entführung der verrückten Mrs. Stone (Ruthless People)
- 1986: Off Beat – Laßt die Bullen tanzen (Off Beat)
- 1987: Beverly Hills Cop II
- 1988: Martini Ranch – Reach (Musikvideo)
- 1988: Ich bin Du (Vice Versa)
- 1989: Rosalie Goes Shopping
- 1990: Nur über deine Leiche (Enid Is Sleeping)
- 1990: Die Erbschleicher (Daddy’s Dyin’… Who’s Got the Will?)
- 1991: Zandalee – Das sechste Gebot (Zandalee)
- 1992: Herzflattern (L'ambassade en folie)
- 1992: Baby an Bord (Baby on Board)
- 1994: Seinfeld (Fernsehserie, Folge The Raincoats)
- 1994: Beverly Hills Cop III
- 1994: Santa Clause – Eine schöne Bescherung (The Santa Clause)
- 1994: Wildes Land – Die Serie (Lonesome Dove: The Series, Fernsehserie, Folge Pferdediebe)
- 1995: Blutschwestern (As Good as Dead, Fernsehfilm)
- 1997: Crackerjack 2
- 1997: Deadly Speed – Todesrennen auf dem Highway (Runaway Car, Fernsehfilm)
- 1998: Homegrown
- 1998: Die verrückte Kanone (Family Plan)
- 1999: Immer Ärger mit Schweinchen George (My Brother the Pig)
- 1999: Wesleys Feuerprobe (Walking Across Egypt)
- 2000: Beethoven: Urlaub mit Hindernissen (Beethoven’s 3rd)
- 2001: Beethoven 4 – Doppelt bellt besser (Beethoven’s 4th)
- 2002: Santa Clause 2 – Eine noch schönere Bescherung (The Santa Clause 2)
- 2002: Heart Attack – Die Bombe im Körper (Dead in a Heartbeat, Fernsehfilm)
- 2003: King of Queens (Fernsehserie, Folge Secret Garden)
- 2003: Ein Cousin zum Knutschen (Thanksgiving Family Reunion, Fernsehfilm)
- 2004: Monk (Fernsehserie, Folge Mr. Monk and the Blackout)
- 2005: Checking Out – Alles nach meinen Regeln (Checking Out)
- 2005: Cooper 2 – Der Hundeengel ist zurück! (Crab Orchard)
- 2006: Arrested Development (Fernsehserie, Folge Fakin' It)
- 2006: Santa Clause 3 – Eine frostige Bescherung (The Santa Clause 3: The Escape Clause)
- 2008: Swing Vote – Die beste Wahl (Swing Vote)
- 2008–2009: Easy Money (Fernsehserie, 4 Folgen)
- 2009: Dr. Dolittle 5
- 2012: Comics Open
- 2013: Beverly Hills Cop (Fernsehfilm)
- 2015: I Am Potential
- 2015: Broken: A Musical
- 2016: My Many Sons
- 2016: The Detour (Fernsehserie, 2 Folgen)
- 2017: Highly Functional
- 2017: Bad Grandmas
- 2017: Vier Weihnachten und eine Hochzeit (Four Christmases and a Wedding, Fernsehfilm)
- 2024: Beverly Hills Cop: Axel F